# John DeFrancis
 (novembre 2014).
Si vous disposez d'ouvrages ou d'articles de référence ou si vous connaissez des sites web de qualité traitant du thème abordé ici, merci de compléter l'article en donnant les références utiles à sa vérifiabilité et en les liant à la section « Notes et références ».
John DeFrancis (31 août 1911 – 2 janvier 2009, chinois:約翰·德范克) est un linguiste, sinologue, auteur de manuels de chinois et dictionnaires bilingues, américain. Il était professeur émérite de chinois à l'université d'Hawaï à Mānoa et membre de la Chinese Language Teachers Association (en) et du Journal of the Chinese Language Teachers Association (en).